# 三島郡 (大阪府)
三島郡（日语：／ Mishima gun */?）是日本大阪府轄下的一郡，現僅轄有1町：
- 島本町

在1896年成立之初的轄區還包含現在的茨木市全部地區、攝津市全部地區、高槻市除北部以外大部分區域、吹田市除西部以外大部分區域、豐中市的東部小部分區域、箕面市的東部小部分區域、豐能郡豐能町的東部小部分區域。

## 歷史
在701年制定大寶律令之前，本地即存在有三島郡，但在大寶律令實施後，三島郡被拆分為三島上郡和三島下郡，也就是後來的島上郡和島下郡。直到1896年日本實施郡制後，島上郡和島下郡和再度合併為三島郡。

### 沿革

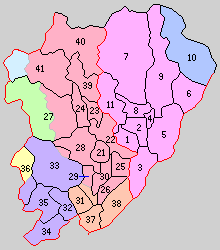
1896年三島郡轄下的行政區劃：
1.富田村 2.如是村 3.三箇牧村 4.高槻村 5.大冠村 6.五領村 7.清水村 8.芥川村 9.磐手村 10.島本村 11.阿武野村 21.茨木村 22.三島村 23.安威村 24.福井村 25.溝咋村 26.宮島村 27.豊川村 28.春日村 29.三宅村 30.玉櫛村 31.味舌村 32.岸部村 33.山田村 34.吹田村 35.千里村 36.新田村 37.味生村 38.鳥飼村 39.石河村 40.見山村 41.清渓村
（黄色：現屬豐中市、紫色：現屬吹田市、桃色：現屬高槻市、紅色：現屬茨木市、綠色：現屬箕面市、橙色：現屬攝津市、水藍色色：現屬豐能郡豐能町、青色：未曾參與任何合併）

- 1896年04月1日：實施郡制（日语：郡制），島上郡和島下郡被合併為三島郡，下轄：富田村（日语：富田 (高槻市)）、如是村（日语：如是村）、三箇牧村（日语：三箇牧村）、高槻村、大冠村（日语：大冠村）、五領村（日语：五領村）、清水村（日语：清水村 (大阪府三島郡)）、芥川村（日语：芥川町）、磐手村（日语：磐手村）、島本村、阿武野村（日语：阿武野村）、茨木村（日语：茨木町）、三島村（日语：三島村 (大阪府)）、安威村（日语：安威村）、福井村（日语：福井村 (大阪府)）、溝咋村（日语：溝咋村）、宮島村（日语：宮島村 (大阪府)）、豐川村（日语：豊川村 (大阪府)）、春日村（日语：春日村_(大阪府)）、三宅村（日语：三宅村 (大阪府三島郡)）、玉櫛村（日语：玉櫛村）、味舌村（日语：味舌町）、岸部村（日语：岸部村）、山田村（日语：山田村 (大阪府三島郡)）、吹田村（日语：吹田町）、千里村（日语：千里村 (大阪府)）、新田村（日语：新田村 (大阪府)）、味生村（日语：味生村 (大阪府)）、鳥飼村（日语：鳥飼村 (大阪府)）、石河村（日语：石河村）、見山村（日语：見山村）、清溪村（日语：清渓村）。（32村）
- 1898年10月14日：（2町30村）
  - 高槻村改制为高槻町。
  - 茨木村改制为茨木町（日语：茨木町）。[1]
- 1908年04月1日：吹田村改制为吹田町（日语：吹田町）。（3町29村）
- 1923年04月1日：廢除郡會和郡參事會。
- 1925年11月1日：富田村改制为富田町（日语：富田町 (大阪府)）。（4町28村）
- 1926年07月1日：廢除郡役所，此後郡不再作為行政區劃，只作為地名的表示。
- 1929年01月1日：芥川村改制为芥川町（日语：芥川町）。（5町27村）
- 1931年01月1日：芥川町、大冠村、清水村、磐手村被并入高槻町。[2]（4町24村）
- 1934年09月1日：如是村被并入高槻町。（4町23村）
- 1935年02月11日：沟咋村、宫岛村合并为玉岛村（日语：玉島村_(大阪府)）。（4町22村）
- 1940年04月1日：（4町19村）
  - 吹田町、千里村、岸部村和丰能郡丰津村（日语：豊津村_(大阪府)）合并为吹田市[3]，并脱离三岛郡。
  - 岛本村改制为岛本町。
- 1943年01月1日：高槻町改制为高槻市[2]，并脱离三岛郡。（3町19村）
- 1948年01月1日：（2町15村）
  - 茨木町、三岛村、玉栉村、春日村合并为茨木市[1]，并脱离三岛郡。
  - 阿武野村被併入高槻市。
- 1950年04月1日：（3町13村）
  - 五领村被编入高槻市。[2]
  - 味舌村改制为味舌町（日语：味舌町）。
- 1953年07月1日：新田村被廢除，轄區被分割後分別併入吹田市[3]和丰中市[4]。（3町12村）
- 1954年02月10日：安威村和玉岛村被并入茨木市。[1]（3町10村）
- 1955年04月3日：（3町5村）
  - 三箇牧村并入高槻市。[2]
  - 福井村、石河村、见山村、清溪村被并入茨木市。[1]
- 1955年10月1日：山田村被并入吹田市。[3]（3町4村）
- 1956年09月30日：（2町2村）
  - 富田町被并入高槻市。[2]
  - 味舌町、味生村、鸟饲村合并为三岛町。[5]
- 1956年12月1日：丰川村被并入丰能郡箕面町，同日箕面町改制為箕面市。[6]（2町1村）
- 1957年03月30日：三宅村被并入茨木市。[1]（2町）
- 1966年11月1日：三岛町改制为三岛市，并脱离三岛郡，同日更名為摄津市。[5]（1町）

### 變遷表
| 舊郡   | 1889年4月1日 | 1889年 - 1912年       | 1912年 - 1944年       | 1912年 - 1944年         | 1912年 - 1944年         | 1945年 - 1954年          | 1955年 - 1988年                                   | 1955年 - 1988年                       | 1989年 - 現在                         | 現在                                  |
| ------ | ------------ | --------------------- | --------------------- | ----------------------- | ----------------------- | ------------------------ | ------------------------------------------------- | ------------------------------------- | ------------------------------------- | ------------------------------------- |
| 岛上郡 | 岛本村       | 岛本村                | 岛本村                | 岛本村                  | 1940年4月1日 岛本町     | 1940年4月1日 岛本町      | 1940年4月1日 岛本町                               | 1940年4月1日 岛本町                   | 1940年4月1日 岛本町                   | 1940年4月1日 岛本町                   |
| 岛上郡 | 高槻村       | 1898年10月14日 高槻町 | 1898年10月14日 高槻町 | 1898年10月14日 高槻町   | 1943年1月1日 高槻市     | 1943年1月1日 高槻市      | 高槻市                                            | 高槻市                                | 高槻市                                | 高槻市                                |
| 岛上郡 | 芥川村       | 芥川村                | 1929年1月1日 芥川町   | 1931年1月1日 并入高槻町 | 1943年1月1日 高槻市     | 1943年1月1日 高槻市      | 高槻市                                            | 高槻市                                | 高槻市                                | 高槻市                                |
| 岛上郡 | 大冠村       |                       |                       | 1931年1月1日 并入高槻町 | 1943年1月1日 高槻市     | 1943年1月1日 高槻市      | 高槻市                                            | 高槻市                                | 高槻市                                | 高槻市                                |
| 岛上郡 | 清水村       |                       |                       | 1931年1月1日 并入高槻町 | 1943年1月1日 高槻市     | 1943年1月1日 高槻市      | 高槻市                                            | 高槻市                                | 高槻市                                | 高槻市                                |
| 岛上郡 | 磐手村       |                       |                       | 1931年1月1日 并入高槻町 | 1943年1月1日 高槻市     | 1943年1月1日 高槻市      | 高槻市                                            | 高槻市                                | 高槻市                                | 高槻市                                |
| 岛上郡 | 如是村       | 如是村                | 如是村                | 1934年9月1日 并入高槻町 | 1943年1月1日 高槻市     | 1943年1月1日 高槻市      | 高槻市                                            | 高槻市                                | 高槻市                                | 高槻市                                |
| 岛上郡 | 阿武野村     | 阿武野村              | 阿武野村              | 阿武野村                | 阿武野村                | 1948年1月1日 并入高槻市  | 高槻市                                            | 高槻市                                | 高槻市                                | 高槻市                                |
| 岛上郡 | 五领村       | 五领村                | 五领村                | 五领村                  | 五领村                  | 1950年11月1日 并入高槻市 | 高槻市                                            | 高槻市                                | 高槻市                                | 高槻市                                |
| 岛上郡 | 三箇牧村     | 三箇牧村              | 三箇牧村              | 三箇牧村                | 三箇牧村                | 三箇牧村                 | 1955年4月3日 并入高槻市                           | 高槻市                                | 高槻市                                | 高槻市                                |
| 岛上郡 | 富田村       | 富田村                | 1925年11月1日 富田町  | 1925年11月1日 富田町    | 1925年11月1日 富田町    | 1925年11月1日 富田町     | 1956年9月30日 并入高槻市                          | 高槻市                                | 高槻市                                | 高槻市                                |
| 岛下郡 | 茨木村       | 1898年10月14日 茨木町 | 1898年10月14日 茨木町 | 1898年10月14日 茨木町   | 1898年10月14日 茨木町   | 1948年1月1日 茨木市      | 茨木市                                            | 茨木市                                | 茨木市                                | 茨木市                                |
| 岛下郡 | 三岛村       |                       |                       |                         |                         | 1948年1月1日 茨木市      | 茨木市                                            | 茨木市                                | 茨木市                                | 茨木市                                |
| 岛下郡 | 玉栉村       |                       |                       |                         |                         | 1948年1月1日 茨木市      | 茨木市                                            | 茨木市                                | 茨木市                                | 茨木市                                |
| 岛下郡 | 春日村       |                       |                       |                         |                         | 1948年1月1日 茨木市      | 茨木市                                            | 茨木市                                | 茨木市                                | 茨木市                                |
| 岛下郡 | 安威村       | 安威村                | 安威村                | 安威村                  | 安威村                  | 1954年2月10日 并入茨木市 | 茨木市                                            | 茨木市                                | 茨木市                                | 茨木市                                |
| 岛下郡 | 沟咋村       | 沟咋村                | 沟咋村                | 1935年2月11日 玉岛村    | 1935年2月11日 玉岛村    | 1954年2月10日 并入茨木市 | 茨木市                                            | 茨木市                                | 茨木市                                | 茨木市                                |
| 岛下郡 | 宫岛村       |                       |                       | 1935年2月11日 玉岛村    | 1935年2月11日 玉岛村    | 1954年2月10日 并入茨木市 | 茨木市                                            | 茨木市                                | 茨木市                                | 茨木市                                |
| 岛下郡 | 福井村       | 福井村                | 福井村                | 福井村                  | 福井村                  | 福井村                   | 1955年4月3日 并入茨木市                           | 茨木市                                | 茨木市                                | 茨木市                                |
| 岛下郡 | 石河村       |                       |                       |                         |                         |                          | 1955年4月3日 并入茨木市                           | 茨木市                                | 茨木市                                | 茨木市                                |
| 岛下郡 | 见山村       |                       |                       |                         |                         |                          | 1955年4月3日 并入茨木市                           | 茨木市                                | 茨木市                                | 茨木市                                |
| 岛下郡 | 清溪村       |                       |                       |                         |                         |                          | 1955年4月3日 并入茨木市                           | 茨木市                                | 茨木市                                | 茨木市                                |
| 岛下郡 | 三宅村       | 三宅村                | 三宅村                | 三宅村                  | 三宅村                  | 三宅村                   | 三宅村                                            | 1957年3月30日 并入茨木市              | 茨木市                                | 茨木市                                |
| 岛下郡 | 丰川村       | 丰川村                | 丰川村                | 丰川村                  | 丰川村                  | 丰川村                   | 1956年12月1日 并入丰能郡箕面町 同日又改制為箕面市 | 1956年12月25日 併入茨木市             | 茨木市                                | 茨木市                                |
| 岛下郡 | 丰川村       | 丰川村                | 丰川村                | 丰川村                  | 丰川村                  | 丰川村                   | 1956年12月1日 并入丰能郡箕面町 同日又改制為箕面市 | 箕面市                                |                                       |                                       |
| 岛下郡 | 味舌村       | 味舌村                | 味舌村                | 味舌村                  | 味舌村                  | 1950年4月1日 味舌町      | 1956年9月30日 三島町                              | 1966年11月1日 三島市 同日改名為摄津市 | 1966年11月1日 三島市 同日改名為摄津市 | 1966年11月1日 三島市 同日改名為摄津市 |
| 岛下郡 | 味生村       |                       |                       |                         |                         |                          | 1956年9月30日 三島町                              | 1966年11月1日 三島市 同日改名為摄津市 | 1966年11月1日 三島市 同日改名為摄津市 | 1966年11月1日 三島市 同日改名為摄津市 |
| 岛下郡 | 鸟饲村       |                       |                       |                         |                         |                          | 1956年9月30日 三島町                              | 1966年11月1日 三島市 同日改名為摄津市 | 1966年11月1日 三島市 同日改名為摄津市 | 1966年11月1日 三島市 同日改名為摄津市 |
| 岛下郡 | 吹田村       | 1908年4月1日 吹田町   | 1908年4月1日 吹田町   | 1908年4月1日 吹田町     | 1940年4月1日 吹田市     | 1940年4月1日 吹田市      | 1940年4月1日 吹田市                               | 吹田市                                | 吹田市                                | 吹田市                                |
| 岛下郡 | 千里村       |                       |                       |                         | 1940年4月1日 吹田市     | 1940年4月1日 吹田市      | 1940年4月1日 吹田市                               | 吹田市                                | 吹田市                                | 吹田市                                |
| 岛下郡 | 岸部村       |                       |                       |                         | 1940年4月1日 吹田市     | 1940年4月1日 吹田市      | 1940年4月1日 吹田市                               | 吹田市                                | 吹田市                                | 吹田市                                |
| 岛下郡 | 山田村       | 山田村                | 山田村                | 山田村                  | 山田村                  | 山田村                   | 1955年10月1日 并入吹田市                          | 吹田市                                | 吹田市                                | 吹田市                                |
| 岛下郡 | 新田村       | 新田村                | 新田村                | 新田村                  | 1953年7月1日 併入吹田市 | 1953年7月1日 併入吹田市  | 1953年7月1日 併入吹田市                           | 吹田市                                | 吹田市                                | 吹田市                                |
| 岛下郡 | 新田村       | 新田村                | 新田村                | 新田村                  | 1953年7月1日 併入丰中市 |                          |                                                   |                                       |                                       |                                       |